# Емши-Тепе
Емши-Тепе — руины города кушанского периода в левобережной Бактрии.
Руины находятся в 4 километрах к северо-востоку от современного города Шибиргана в Афганистане. Городские оборонительные укрепления имеют в плане форму круга диаметром около 480 метров. Общая площадь города внутри стен составляет около 18 гектаров. При раскопках не было обнаружено остатков улиц или какой-либо правильной планировки.
Во время раскопок, проведённых советскими археологами в 1969—1970, годах были обнаружены слои четырёх строительных периодов. В раскопах были найдены остатки стен зданий, сложенных из сырцового кирпича и пахсы с глинобитным полом, среди которых — гончарная мастерская с хумами, большим числом глиняных и алебастровых пряслиц, кувшины, миски, чаши, горшки.
Также были найдены серебряная сасанидская монета и медная монета «безымянного царя», несколько статуэток и медных наконечников стрел.